# Othón P. Blanco
El vicealmirante Othón Pompeyo Blanco Núñez de Cáceres (Ciudad Victoria, Tamaulipas, 7 de marzo de 1868 - Ciudad de México, Distrito Federal, 18 de octubre de 1959), conocido como Othón P. Blanco, fue un destacado marino mexicano, fundador de la ciudad de Chetumal, en el Estado de Quintana Roo.[cita requerida]
Othón P. Blanco era hijo de Francisco Blanco y de Juana Núñez de Cáceres, y descendiente de José Núñez de Cáceres, libertador de Santo Domingo. Blanco cursó la educación básica en su natal Ciudad Victoria, Tamaulipas y luego en la Escuela Nacional Preparatoria en Ciudad de México. De ahí pasó al Colegio Militar, al que ingresó el 13 de febrero de 1885, donde se graduó en 1889 e ingresó en la Armada de México, siendo asignado a la Corbeta Zaragoza. A partir de 1895, fue designado comandante del Pontón Chetumal, que tenía por objetivo establecer una aduana y ejercer la soberanía en la desembocadura del Río Hondo, en la Bahía de Chetumal. El pontón se construyó en Nueva Orleáns, Estados Unidos, y llegó a la desembocadura del Río Hondo el 22 de enero de 1898.[cita requerida]
El objetivo de Othón P. Blanco incluía también lograr un asentamiento permanente con la población mexicana que algún día había habitado aquellas regiones y otros sitios, como Bacalar, pero que por los ataques de los mayas había huido a Honduras Británica (ahora Belice). Para lograr su propósito, se puso en contacto con ellos y logró que aceptaran establecerse de nuevo en México, al amparo de la nueva guarnición militar. El 5 de mayo de 1898, fundó oficialmente la nueva población, que recibió el nombre de Payo Obispo y que hoy es la ciudad de Chetumal.[cita requerida]
En 1905 Blanco fue designado segundo comandante del Cañonero Bravo, posteriormente fue Subdirector de la Escuela Naval, Jefe del Departamento de Marina, y entre 1941 y 1946 fue Subsecretario de Marina.
Murió a los 91 años de edad, en Ciudad de México, y está sepultado en el monumento erigido en su honor en la explanada del Palacio de Gobierno de Chetumal, Quintana Roo. Firmó los tratados de Teoloyucan representando a la Armada del régimen huertista, ya que no se sumó al movimiento constitucionalista.